# Tonga aux Jeux olympiques d'été de 2012
Les Tonga participent aux Jeux olympiques d'été de 2012 à Londres. Il s'agit de leur 8e participation aux Jeux olympiques d'été. À ce jour[Quand ?], les Tongiens ont à leur palmarès une médaille d’argent, obtenue par Paea Wolfgramm en boxe en 1996.
Trois athlètes tongiens sont retenus pour les Jeux. Tous trois ont obtenu une place aux Jeux sans avoir eu à atteindre les minima pour se qualifier, en vertu de la règle permettant à tout pays d’être représenté aux Jeux olympiques.

## Athlétisme
Ana Pouhila prend part aux épreuves de lancer de poids dames. Joseph Lui prend part au 100 mètres hommes.
Hommes
Courses à pied
| Athlète    | Compétition | Tour préliminaire | Tour préliminaire | Séries       | Séries       | Demi-finales | Demi-finales | Finale       | Finale       |
| Athlète    | Compétition | Résultat          | Rang              | Résultat     | Rang         | Résultat     | Rang         | Résultat     | Rang         |
| ---------- | ----------- | ----------------- | ----------------- | ------------ | ------------ | ------------ | ------------ | ------------ | ------------ |
| Joseph Lui | 100 m       | 11 s 17           | 4                 | Pas qualifié | Pas qualifié | Pas qualifié | Pas qualifié | Pas qualifié | Pas qualifié |

Femmes
Lancers
| Athlète     | Compétition     | Qualification | Qualification | Finale        | Finale        |
| Athlète     | Compétition     | Distance      | Position      | Distance      | Position      |
| ----------- | --------------- | ------------- | ------------- | ------------- | ------------- |
| Ana Pouhila | Lancer du poids | 15 s 80       | 30            | Pas qualifiée | Pas qualifiée |

## Natation
Aminiasi Fonua prend part à l'épreuve du 100 mètres brasse,.
Hommes
| Athlète     | Compétition       | Séries        | Séries | Demi-finales | Demi-finales | Finale       | Finale       |
| Athlète     | Compétition       | Temps         | Rang   | Temps        | Rang         | Temps        | Rang         |
| ----------- | ----------------- | ------------- | ------ | ------------ | ------------ | ------------ | ------------ |
| Amini Fonua | 100 mètres brasse | 1 min 03 s 65 | 41     | Pas qualifié | Pas qualifié | Pas qualifié | Pas qualifié |